# Affaire Henryk Siwiak
L’affaire Henryk Siwiak est l'affaire criminelle liée à la mort de Henryk Siwiak (1955-2001), un immigrant polonais tué par balle dans une rue du quartier Bedford-Stuyvesant, dans le borough de Brooklyn, à New York, aux États-Unis, le 11 septembre 2001. En 2024, l'affaire reste non élucidée.

## Victime
Henryk Siwiak est né en 1955 à Cracovie, chef-lieu de la voïvodie de Petite-Pologne (Małopolska), en République populaire de Pologne, et il est mort le 11 septembre 2001 dans le borough de Brooklyn, dans le comté de Kings à New York, aux États-Unis. Passionné de sciences, il ne réussit pas à entrer à l'université mais il obtient un diplôme d'école technique qui lui permet de devenir inspecteur pour le chemin de fer national polonais. Son épouse se prénomme Ewa et il a eu deux enfants. 
Dans les années 2000, la Pologne connaît une grave crise économique et il est licencié de son emploi. Il prend alors la décision d'immigrer seul aux États-Unis et s'installe à New York afin de gagner de l'argent pour aider sa famille. Dans cette ville, il rejoint sa sœur Lucyna qui avait émigré six ans auparavant. Il vit de petits emplois décrochés dans diverses entreprises. Le jour des attentats du 11 septembre 2001, craignant de perdre son travail, il se déplace pour se rendre au magasin Pathmark situé au 1520 Albany Avenue dans le borough de Brooklyn.

## Homicide et début d'enquête

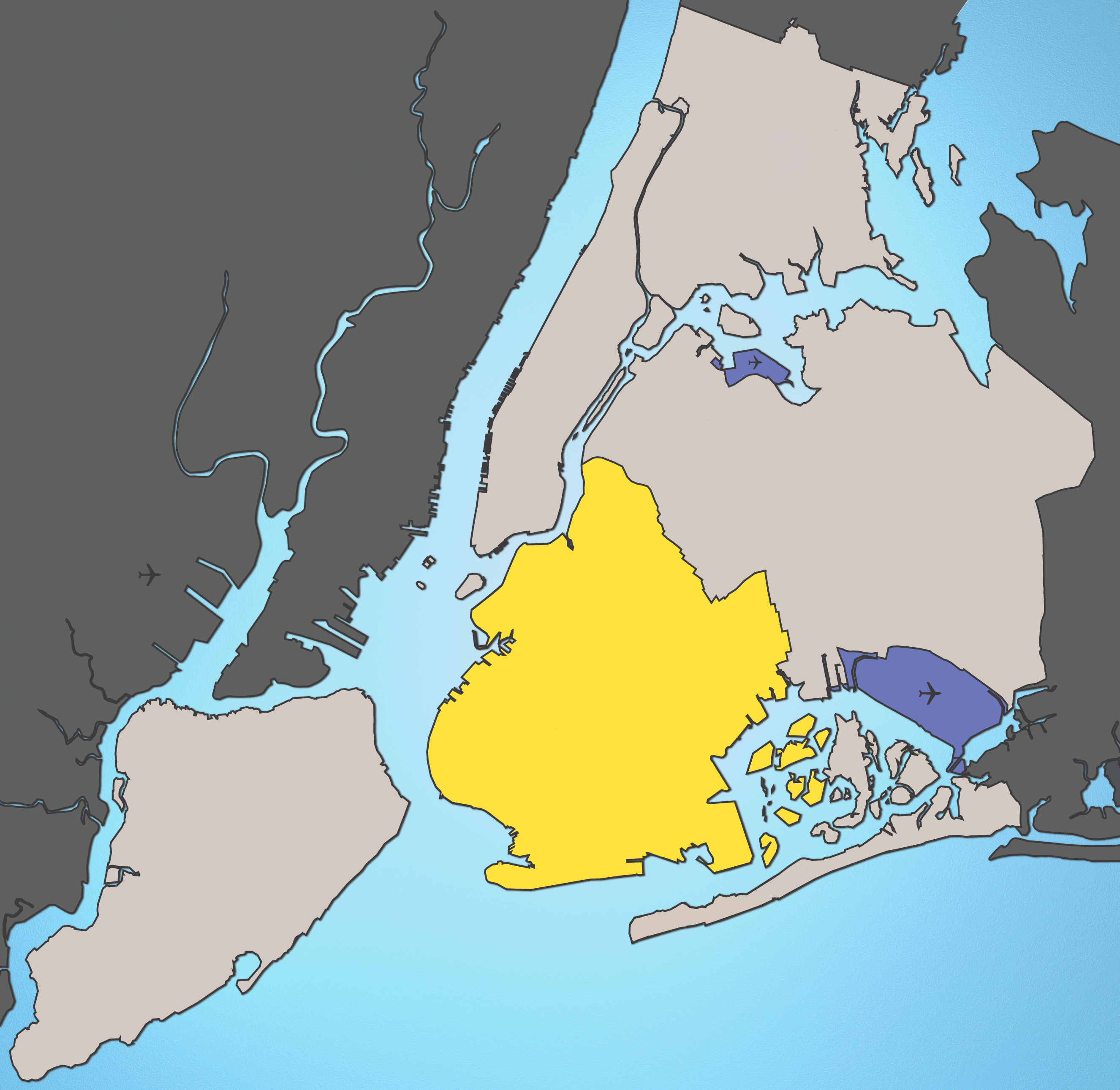
Situation du borough de Brooklyn à New York.

Le 11 septembre 2001, journée historiquement connue comme étant celle des attentats contre les tours du World Trade Center de New York, est pour Henryk Siwiak, qui a assisté à l'écroulement d'une des tours (alors qu'il travaillait sur un chantier), le jour où il va devoir trouver un nouvel emploi dans son quartier. Un petit travail d'homme de ménage dans un supermarché de la chaîne Pathmark lui est proposé. 
Il a rendez-vous devant l'entrée de ce supermarché situé sur l'Albany avenue à Brooklyn mais, s'exprimant assez mal en anglais et connaissant peu cette avenue et ce secteur du borough, il se retrouve en un lieu situé à plus de cinq kilomètres de son point de rendez-vous car cette voie qui traverse le quartier selon un axe nord-sud est très longue. Quelques minutes après avoir quitté la station de métro, il s'effondre au niveau du numéro 119 de la rue Decatur, après avoir reçu une balle qui transperce l'un de ses poumons. Il meurt autour de 23 h 45. 
L'équipe de police qui se rend sur place après le meurtre n'est composée que d'un seul enquêteur et d'agents sans expérience dans ce type d'affaires. En effet, les forces de l'ordre de ce coin de Brooklyn sont quasiment toutes mobilisées ce soir-là au World Trade Center pour assurer la sécurité des lieux.

## Postérité
Henryk Siwiak est souvent cité comme « la dernière personne tuée à New York le 11 septembre 2001 » et même la seule victime à figurer sur la liste des meurtres perpétrés à New York le 11 septembre 2001 (la disparition de Michele Anne Harris (en) n'ayant jamais permis de dater officiellement son décès), au-delà des milliers de victimes de l'attentat terroriste perpétré contre les immeubles du WTC dans la ville et non encore répertoriées ce jour-là.